# Luis Tejedor Ballesteros
Luis Tejedor i Ballesteros, també conegut com a Lluís Tejedor, (Cifuentes, Guadalajara, 1951) és un enginyer i polític, exalcalde del Prat de Llobregat, a la comarca del Baix Llobregat, per Iniciativa per Catalunya (ICV) des de l'any 1982. Viu al Prat des dels 9 anys. És enginyer tècnic electrònic de formació i va treballar en una empresa d'instal·lacions electròniques i de gas abans de dedicar-se plenament a la política.

## Biografia
Va començar militant en política al Partit Socialista Unificat de Catalunya (PSUC) el 1971. En les primeres eleccions municipals de l'actual etapa democràtica, l'any 1979, va ser escollit regidor pel PSUC i exercí com a primer tinent d'alcalde. El 26 de desembre del 1981 l'aleshores alcalde Antonio Martín Sánchez va patir un greu accident de trànsit que va resultar mortal, i va haver de substituir-lo en el càrrec de forma accidental. El 2 de març del 1982 va ser elegit com a alcalde del Prat en el transcurs d'un ple extraordinari. D'ençà, és alcalde d'aquest mateix municipi des del 1982, guanyant nou eleccions municipals consecutives, primer com a representant del PSUC, posteriorment com Iniciativa per Catalunya Verds i actualment de Catalunya en Comú. Aquest fet el situa com l'alcalde que més temps ha governat una ciutat catalana des de la fi del franquisme.
Exerceix diferents càrrecs d'àmbit supramunicipal i metropolità, com ara les vicepresidències de la Mancomunitat de Municipis i de la Federació de Municipis de Catalunya. És conseller de l'Entitat Metropolitana del Medi Ambient, de l'Autoritat del Transport Metropolità i de l'Autoritat Portuària de Barcelona, entre d'altres. És vocal del Consejo Federal de Municipios y Provincias – FEMP.
Actualment, en l'organització interna del partit, forma part del Consell Nacional d'ICV com a Secretari d'entitats supramunicipals, així com de l'executiva d'ICV.
El 19 de novembre de 2021 rep el títol de Fill Adoptiu del Prat, acte de lliurament que se celebra al Teatre L'Artesà.